# A Tale of Two Kitties
A Tale of Two Kitties és un curtmetratge d'animació del 1942, dirigit per Bob Clampett, escrit per Warren Foster i orquestrat per Carl W. Stalling.
La cinta és notable per marcar el debut del personatge d'un canari, conegut aleshores com a Orson, però que seria la base per a Tweety. També va ser la primera aparició dels personatges Babbit i Catstello, dos gats basats en el popular duo de comediants Abbott i Costello.